# Route nationale 207
Pour les articles homonymes, voir Route 207.
La route nationale 207, ou RN 207, était une route nationale française reliant Reillanne (les Granons) à Saint-Benoît sur la route nationale 202.
Elle a été créée par décret du 7 décembre 1867. À la suite de la réforme de 1972, elle a été déclassée en RD 907, à l'exception du tronçon de Plan de Manosque aux Buissonnades qui a été renommé RD 4 et de celui de Barrême à la RN 202 qui a été renommé RN 202.

## Ancien tracé des Granons à la N 202
- col des Granons, commune de Reillanne - D 907
- Col de Montfuron
- Manosque
- Plan de Manosque, commune de Valensole - D 4
- Les Buissonnades, commune d'Oraison - D 907
- Saint-Julien-d'Asse
- Bras-d'Asse
- Estoublon
- Mézel
- Châteauredon

La RN 207 faisait tronc commun avec la route nationale 85 pour rejoindre Barrême.
- Barrême - N 202
- Moriez
- Col des Robines
- Saint-André-les-Alpes
- Saint-Julien-du-Verdon
- Vergons
- Col de Toutes Aures
- N 202, commune de Saint-Benoît